# L'Homme rapaillé
L'Homme rapaillé est un recueil de poésie écrit par l'auteur québécois Gaston Miron, publié pour la première fois le 14 avril 1970. Tant par sa poétique, sa politique que sa réception, ce recueil constitue une œuvre majeure de la littérature québécoise. Toutes éditions confondues, il s'agit de l'œuvre québécoise la plus lue de toute la francophonie.
Dans la langue familière au Québec, « rapailler ses affaires » signifie « rassembler des objets éparpillés ».

## Éditions
Étant un poète perfectionniste, Miron se refusa de fixer définitivement ses vers dans un recueil, c'est pourquoi il réédita et augmenta L'Homme rapaillé cinq fois.
Édition originale
- Gaston Miron, L'homme rapaillé, Montréal, Presses de l'Université de Montréal, Prix de la revue Études françaises, 1970, 171 p.

Rééditions
- Paris, François Maspero, « Voix », 1981, 174 p.
- Montréal, Typo, 1993, 252 p.
- Montréal, Éditions de l'Hexagone, 1994, 231 p.
- Montréal, Typo, 1996, 257 p.
- Version définitive, Montréal, Typo, 1998, 252 p.
- Paris, Gallimard, « Poésie », 1999, 203 p.

## Douze hommes rapaillés chantent Gaston Miron
Trois albums de poèmes, mis en chansons par Gilles Bélanger, ont été publiés, le premier en 2008, les second et troisième en 2014.

### Volume 1
1. Je marche à toi - Yann Perreau 4:10
2. Art poétique - Martin Léon 3:59
3. Mon bel amour - Jim Corcoran 4:03
4. La mémorable - Michel Rivard 3:35
5. Poème dans le goût - Pierre Flynn 4:34
6. Au sortir du labyrinthe - Vincent Vallières 2:35
7. Je t'écris pour te dire que je t'aime - Michel Faubert 4:52
8. Ce monde sans issue - Daniel Lavoie 4:51
9. La route que nous suivons - Louis-Jean Cormier 4:51
10. Pour retrouver le monde et l'amour - Richard Séguin 4:54
11. Désemparé - Plume Latraverse 4:53
12. Parle-moi - Gilles Bélanger 6:40

### Volume 2
1. La Corneille - Michel Faubert 4:30
2. Amour sauvage, amour - Yann Perreau 5:16
3. Ma rose Éternité - Pierre Flynn 4:30
4. Le camarade - Vincent Vallières 2:23
5. Sentant la glaise - Jim Corcoran 4:06
6. Soir tourmente / Le viel Ossian - Daniel Lavoie	5:31
7. Oh secourez-moi ! - Michel Rivard 4:04
8. Compagnon des Amériques - Richard Séguin 5:18
9. Nature vivante - Gilles Bélanger 5:18
10. Au long de tes hanches - Louis-Jean Cormier 3:48
11. Avec toi - Martin Léon 5:59
12. Retour à nulle part - Yves Lambert 2:35

### La symphonie rapaillée
Ce disque est une sélection des titres tirés des deux albums précédents mais les chanteurs sont accompagnés par un orchestre symphonique dirigé par Blair Thomson.
1. Ouverture - Tous
2. Au long de tes hanches - Louis-Jean Cormier
3. Amour sauvage, amour - Yann Perreau
4. Mon bel amour - Jim Corcoran
5. La Corneille - Michel Faubert
6. Pour retrouver le monde et l'amour - Richard Séguin
7. Le camarade - Vincent Vallières
8. Oh secourez-moi ! - Michel Rivard
9. Ma rose Éternité - Pierre Flynn
10. Retour à nulle part - Yves Lambert
11. Parle-Moi - Gilles Bélanger
12. Art poétique - Martin Léon
13. Ce monde sans issue - Daniel Lavoie
14. Finale - Tous